# Watauga, Texas
Watauga är en ort i Tarrant County i Texas.  Vid 2010 års folkräkning hade Watauga 23 497 invånare.